# لا أستطيع أن أعطيك أي شيء (فقط حبي)
لا أستطيع أن أعطيك أي شيء (فقط حبي) (بالإنجليزية: (Can't Give You Anything (But My Love)‏ أغنية لفريق الاستيليستكس The Stylistics، صعدت إلي المركز الأول في قوائم أفضل الأغاني ببريطانيا لثلاثة أسابيع متوالية في أغسطس 1975.  
شارك في كتابة الأغنية جورج فايس، الذي شارك سابقًا في كتابة أغنية «لا يسعني إلا الوقوع في الحب Can't Help Falling In Love» لإلفيس بريسلي. سجل فريق ستايليستكس في العام التالي، نسخته الخاصة من «لا يسعني إلا الوقوع في الحب»، والتي صعدت إلى المرتبة الرابعة في المملكة المتحدة.
كانت «لا أستطيع أن أعطيك أي شيء (فقط حبي)» هي عاشر أغنية لاستيليستكس على قوائم أفضل الأغاني والأغنية الوحيدة للفريق التي احتلت المرتبة الأولى بالمملكة المتحدة. قام بغناء نسخ مختلفة للأغنية 19 فنان، وقدمتها مجموعة «ستارز اون 45» عام 1981.
كان نجاح الأغنية بأداء الفريق الأمريكي ستيليستكس في أوروبا والمملكة المتحدة على وجه الخصوص أكبر من نجاحها في الولايات المتحدة حيث ظهرت على قائمة هوت بيلبورد 100 في المركز 51، وفي المركز 18 على قائمة بيلبورد لأغاني آر أند بي، كما احتلت المركز الأول في ايرلندا، والمركز الثاني في فرنسا، وهولندا.

## كلمات الأغنية
إذا كان لدي المال، فسوف أكون جامحا If I had money I’d go wild
أشتري  لك فراء  ترتديه مثل الملكة Buy you furs dress you like a queen
في سيارة ليموزين بسائق And in a chauffeured limousine
سنبدو بخير We'd look so fine
لكنني رجل عادي But I’m an ordinary guy
جيوبي فارغة And my pockets are empty
مجرد رجل عادي ولكن أنا لكِ حتى أموت Just an ordinary guy but I’m yours till I die
لا أستطيع أن أعطيكِ أي شيء I can't give you anything
فقط حبي But my love
فقط  حبي But my love
لا أستطيع أن أعطيكِ أي شيء I can't give you anything
فقط حبي But my love
فقط حبي But my love
لا أستطيع أن أعدك بالعالم I cannot promise you the world
لا أستطيع إهدائك أي أشياء فاخرة Can't afford any fancy things
لا يمكنني شراء خواتم الماس لكِ I cannot buy you diamond rings
لا سلاسل من اللؤلؤ No string of pearls
لكن سأعطي إخلاصي But my devotion I will give
كل حبي فقط لكِ يا فتاة All my love just to you girl
سأعطي إخلاصي My devotion I will give
طالما حييت For as long as I live

## وصلات خارجية
https://www.youtube.com/watch?v=7IA0MAPsJxA لا أستطيع أن أعطيك أي شيء (فقط حبي)
https://secondhandsongs.com/performance/93853 لا أستطيع أن أعطيك أي شيء (فقط حبي)
https://pop-culture.fandom.com/wiki/Can%27t_Give_You_Anything_(But_My_Love) لا أستطيع أن أعطيك أي شيء (فقط حبي)
https://www.allmusic.com/album/cant-give-you-anything-but-my-love-the-love-songs-mw0001639884 لا أستطيع أن أعطيك أي شيء (فقط حبي)